# أجاي شارما
أجاي شارما (3 أبريل 1964 بدلهي في الهند - ) هو لاعب كريكت هندي. شارك مع منتخب الهند الوطني للكريكت. أما مع النوادي، فقد لعب مع Delhi cricket team ‏ وHimachal Pradesh cricket team ‏.

## وصلات خارجية
- أجاي شارما على موقع إي آس بي آن كريك إنفو (الإنجليزية)